# 海斯鎮區 (密歇根州奧齊戈縣)
海斯鎮區（英語：Hayes Township）是位於美國密歇根州奧齊戈縣的一個行政鎮區。

## 地方資料
海斯鎮區的面積為182.96平方千米，當中陸地面積為179.10平方千米，而水域面積為3.86平方千米。根據2020年美國人口普查的數據，當地共有人口2725人，而人口密度為每平方千米14.89人。